# Rotschenkellori
Der Rotschenkellori (Vini amabilis, Synonym: Charmosyna amabilis), früher als Rothöschen bezeichnet, ist eine extrem seltene Papageienart aus der Gattung der Maidloris (Vini), die auf den Fidschi-Inseln endemisch ist. 

## Beschreibung
Der Rotschenkellori erreicht eine Größe von 18 cm. Das Gefieder ist allgemein grün. Die Brust, der Bauch, die Unterflügeldecken und die Unterschwanzdecken sind gelbgrün. Wangen, Kinn, Zügel und Kehle sind rot gesäumt. Die Kehle ist durch ein schmales gelbes Band gekennzeichnet. Um das Auge herum ist ein dunkelgrauer Ring. Die Iris ist gelb. Die Ohrendecken sind blaugrün. Die Beine und der Schnabel sind orange. Der Schwanz ist oberseitig grün mit breiten gelben Spitzen und unterseitig olivgelb. Die Oberschenkel sind dunkelrot befiedert.

## Vorkommen und Lebensraum
Der Rotschenkellori bewohnt Regenwälder in Höhenlagen zwischen 120 und 1200 m auf den Fidschi-Inseln Viti Levu, Vanua Levu, Ovalau und Taveuni.

## Lebensweise
Über die Lebensweise des Rotschenkelloris ist nur wenig bekannt. Es ist entweder einzeln, paarweise oder in kleinen Gruppen von 5 bis 20 Vögeln anzutreffen. Dabei ist es schwer zu beobachten, weil das Gefieder eine perfekte Tarnung im grünen Blätterdach darstellt. Die Nahrung besteht aus Nektar, Pollen und Baumblüten.

## Gefährdung
Mit einer Population von vermutlich weniger als 50 Exemplaren gehört der Rotschenkellori zu den seltensten Papageien der Welt. 1993 wurde die Art zuletzt auf Viti Levu beobachtet und fotografiert. Nach einer unbestätigten Sichtung am Tomanivi auf Viti Levu im Jahre 2001 gab es 2001/2002 eine Suchaktion, bei der jedoch kein Exemplar mehr nachgewiesen wurde. Habitatvernichtung sowie eingeschleppte Hausratten haben den Bestand zusammenbrechen lassen. Nur zwei Reservate auf Taveuni – das Ravilevu Nature Reserve und der Bouma National Heritage Park – bieten einen ausreichenden Schutz für den Fortbestand der Art. Zwischen 2003 und 2008 wurden mehrere Suchexpeditionen in allen in Frage kommenden Reservaten durchgeführt, jedoch ohne Erfolg.